# Moggridgea
Moggridgea este un gen de păianjeni din familia Migidae.

## Specii[1]
- Moggridgea albimaculata
- Moggridgea ampullata
- Moggridgea anactenidia
- Moggridgea australis
- Moggridgea breyeri
- Moggridgea clypeostriata
- Moggridgea crudeni
- Moggridgea dyeri
- Moggridgea eremicola
- Moggridgea intermedia
- Moggridgea leipoldti
- Moggridgea loistata
- Moggridgea microps
- Moggridgea mordax
- Moggridgea nesiota
- Moggridgea occidua
- Moggridgea pallida
- Moggridgea paucispina
- Moggridgea peringueyi
- Moggridgea pseudocrudeni
- Moggridgea purpurea
- Moggridgea pymi
- Moggridgea quercina
- Moggridgea rupicola
- Moggridgea rupicoloides
- Moggridgea socotra
- Moggridgea tanypalpa
- Moggridgea teresae
- Moggridgea terrestris
- Moggridgea terricola
- Moggridgea tingle
- Moggridgea verruculata
- Moggridgea whytei